# Acacia colletioides
Acacia colletioides — вид квіткових рослин з родини бобових. Ареал: Австралія (Новий Південний Уельс, Південна Австралія, Вікторія, Західна Австралія).

## Екологія
Переважно є частиною чагарників малі або відкритих лісових спільнот.

## Біоморфологічна характеристика
Жорсткий розлогий колючий кущ зазвичай досягає висоти від 0.5 до 3 метрів. Гілочки від голих до рідкісно волосистих. Гострі, жорсткі, голі філодії є сидячими й розташовані на чітких жовтих виступах стебла. Філодій має пряму або вигнуту форму, 1.5–3 см × 1–1.5 мм. Цвіте взимку та навесні з липня по вересень і дає жовті квітки. Два прості суцвіття розміщені в пазусі, квіткові голівки мають субкулясту або еліпсоїдну форму і містять від 15 до 24 квіток. Кожна головка квітки має розміри від 3 до 5 мм і діаметр від 3 до 4.5 мм. Після цвітіння утворюються лінійні згорнуті плоди до 7 см завдовжки й від 3 до 5 мм ушир. Блискуче чорне насіння має овальну або яйцювату форму і від 3 до 4.5 мм завдовжки.